# 林鳳 (永樂進士)
林鳳，福建晉江人，明朝政治人物、進士出身。林廷珪之子。
建文四年，福建壬午乡试中舉。永樂二年，登甲申科進士，授户部主事。后選為翰林院庶吉士，編撰永樂大典。